# Oxyurichthys omanensis
Oxyurichthys omanensis — вид прісноводних бичкоподібних риб родини оксудеркових (Oxudercidae). Описаний у 2022 році.

## Поширення
Ендемік Оману. Виявлений у лимані на півночі країни в басейні Оманської затоки.

## Опис
Дрібна рибка, завдовжки 5-6 см.